# Dusona einbecki
Dusona einbecki är en stekelart som beskrevs av Hinz 1977. Dusona einbecki ingår i släktet Dusona och familjen brokparasitsteklar. Inga underarter finns listade i Catalogue of Life.